# بطنج متباين الأوراق
البطنج متباين الأوراق أو الستاكس متباين الأوراق (باللاتينية: Stachys diversifolia) نوع نباتي يتبع جنس البطنج من الفصيلة الشفوية.

## الموئل والانتشار
النبات واطن في بلاد الشام وتركيا.